# Poodytes
Poodytes Cabanis, 1850 è un genere di uccelli passeriformi della famiglia dei Locustellidi.

## Tassonomia
Uno studio filogenetico molecolare della famiglia Locustellidae, pubblicato nel 2018, ha scoperto che alcuni dei generi, come allora definiti, erano non monofiletici. Nella riorganizzazione risultante per creare generi monofiletici, cinque specie sono state spostate da Megalurus al risorto genere Poodytes.
Il genere contiene le seguenti specie:
- Poodytes albolimbatus D'Albertis & Salvadori, 1879
- Poodytes carteri (North, 1900)
- Poodytes rufescens (Buller, 1869)	†
- Poodytes punctatus (Quoy & Gaimard, 1832)
- Poodytes gramineus (Gould, 1845)